# UN-Klimakonferenz in Genf 1996
Die UN-Klimakonferenz in Genf fand vom 8. bis zum 19. Juli 1996 im schweizerischen Genf  statt. Es war die zweite Weltklimakonferenz im Rahmen der Klimarahmenkonvention der Vereinten Nationen als Vertragsstaatenkonferenzen (Conference of the Parties) und damit die COP 2.
An ihr nahmen mehr als 1.500 Personen aus 159 Ländern teil.

## Ergebnisse
Auf der Konferenz wurde die sogenannte „Genfer ministerielle Deklaration“ erörtert, welche aber von der Konferenz nicht angenommen wurde. Die vorgeschlagene Erklärung hatte international bindende Verträge gefordert, die erhebliche Reduktionen der Treibhausgas-Emissionen festlegen und durchsetzen sollten. Weitere Themen der Konferenz waren die Absprache konkreter Werte der Emissionsreduktion für verschiedene Staaten und eine Beschleunigung der Gespräche bezüglich des Berliner Mandats zur Vereinbarung fester Reduktionsziele bei der folgenden Klimakonferenz. Einen wichtigen Wandel hatte es während der Diskussionen bei der Position der Vereinigten Staaten gegeben, als diese sich erstmals für einen bindenden Vertrag aussprachen, um die Forderungen des Berliner Mandates zu erfüllen. Auch Bundesumweltministerin Angela Merkel hatte eine Ministerdeklaration als „politisches Signal“ gefordert, um den Klimaschutz voranzubringen. Zuvor hatten 15 Industriestaaten erklärt, das Minderungsziel nicht erreichen zu können. Der Genfer Klimagipfel ging ohne nennenswerte Ergebnisse zu Ende.